# Domingo de Soraluce
Domingo de Soraluce, mal llamado Sora Lucián, Soralate, Saraluce, Seraluce o Soraluz, (Vergara, España, 1499-Océano Pacífico, frente a las costas de Panamá, 1536) comerciante y conquistador español. Participó en la conquista del Perú, siendo uno de los Trece de la Fama, es decir, uno de los trece soldados españoles que no quisieron abandonar a Francisco Pizarro en la isla del Gallo. Es mencionado por los cronistas Pedro Cieza de León, Antonio de Herrera y Tordesillas y Giovanni Anello Oliva.

## Biografía
Nació en la villa de Vergara, Guipúzcoa, en tierra vasca. Desconocemos la fecha y circunstancias de su arribo a América. En 1525 se hallaba en Panamá como aprendiz de comerciante y se contaba entre los amigos más cercanos del capitán Pascual de Andagoya, a quien acompañó en su fracasada expedición para explorar el entonces llamado Mar del Sur. En 1526 se embarcó en el segundo viaje de Francisco Pizarro, que siguió la senda abierta por Andagoya. Estuvo en la Isla del Gallo, cuando el caballero Juan Tafur, por orden del gobernador de Panamá, vino para recoger a los expedicionarios, atendiendo una carta de uno de ellos que se quejaba de las penalidades que demandaba la empresa descubridora. Solo trece soldados se negaron a abandonar a Pizarro, siendo desde entonces conocidos como los Trece de la Fama, entre ellos Soraluce (1527). Todo el grupo, en busca de un ambiente más favorable, se trasladó a la vecina isla Gorgona. Cuando llegó la nave pilotada por Bartolomé Ruiz en rescate de los aventureros, Soraluce acompañó a Pizarro hacia el sur, participando en el descubrimiento de Tumbes y en la exploración de las costas del actual Perú hasta el río Santa.  
Culminado el segundo viaje de Pizarro, retornó a Panamá, donde declaró el 3 y 25 de agosto de 1528 en las probanzas de García de Jarén y Pedro de Candía, respectivamente. Luego, junto con Candía, acompañó a Pizarro en su viaje a España, cuyo fin era obtener la autorización directa del rey Carlos I de España para la conquista del Perú, lo cual se concedió por medio de la Capitulación de Toledo, firmada el 26 de julio de 1529. Soraluce fue investido con el título de Caballero de Espuela Dorada, al igual que aquellos Trece de la Fama que ya eran hidalgos (a los que no lo eran se les concedió la hidalguía); asimismo, fue nombrado regidor de la ciudad de Tumbes, bautizada como Nueva Valencia del Mar del Sur (cargo que nunca se hizo efectivo, al no realizarse la fundación española de la ciudad). 
Regresó a Panamá en 1530 y gestionó el paso de dos esclavos negros de Guinea para el servicio de su persona y casa. Pero no quiso regresar a la milicia y retomó su profesión de comerciante. Adquirió una pequeña nave y se convirtió en el proveedor de Pizarro, quien emprendía por entonces su tercer y definitivo viaje del descubrimiento del Perú. En 1532 asumió el cargo de regidor de Panamá y un año después el de alcalde de Nombre de Dios.
En 1534 se convirtió en proveedor de la expedición de Pedro de Alvarado al Perú, con quien se encontró en Puerto Viejo (actual Ecuador). Luego recorrió el territorio peruano como comerciante, acompañado de su sobrino Juan Ortiz de Vergara. Presumiblemente llegó hasta la recién fundada Ciudad de los Reyes (Lima). Aquejado por una enfermedad, decidió retornar a España, embarcándose rumbo a Panamá, pero antes de arribar a esta ciudad, falleció en alta mar, a fines de 1536. Se hizo fama que había dejado una gran fortuna en barras y tejos de oro, pero al inventariarse sus bienes no se hallaron trazas de ella, presumiéndose que su sobrino Ortiz de Vergara lo escondiera para sí.